# Massarina beaurivagea
Massarina beaurivagea är en svampart som beskrevs av Poonyth, K.D. Hyde, Aptroot & Peerally 1999. Massarina beaurivagea ingår i släktet Massarina och familjen Massarinaceae.   Inga underarter finns listade i Catalogue of Life.